# Barksdale Hamlett

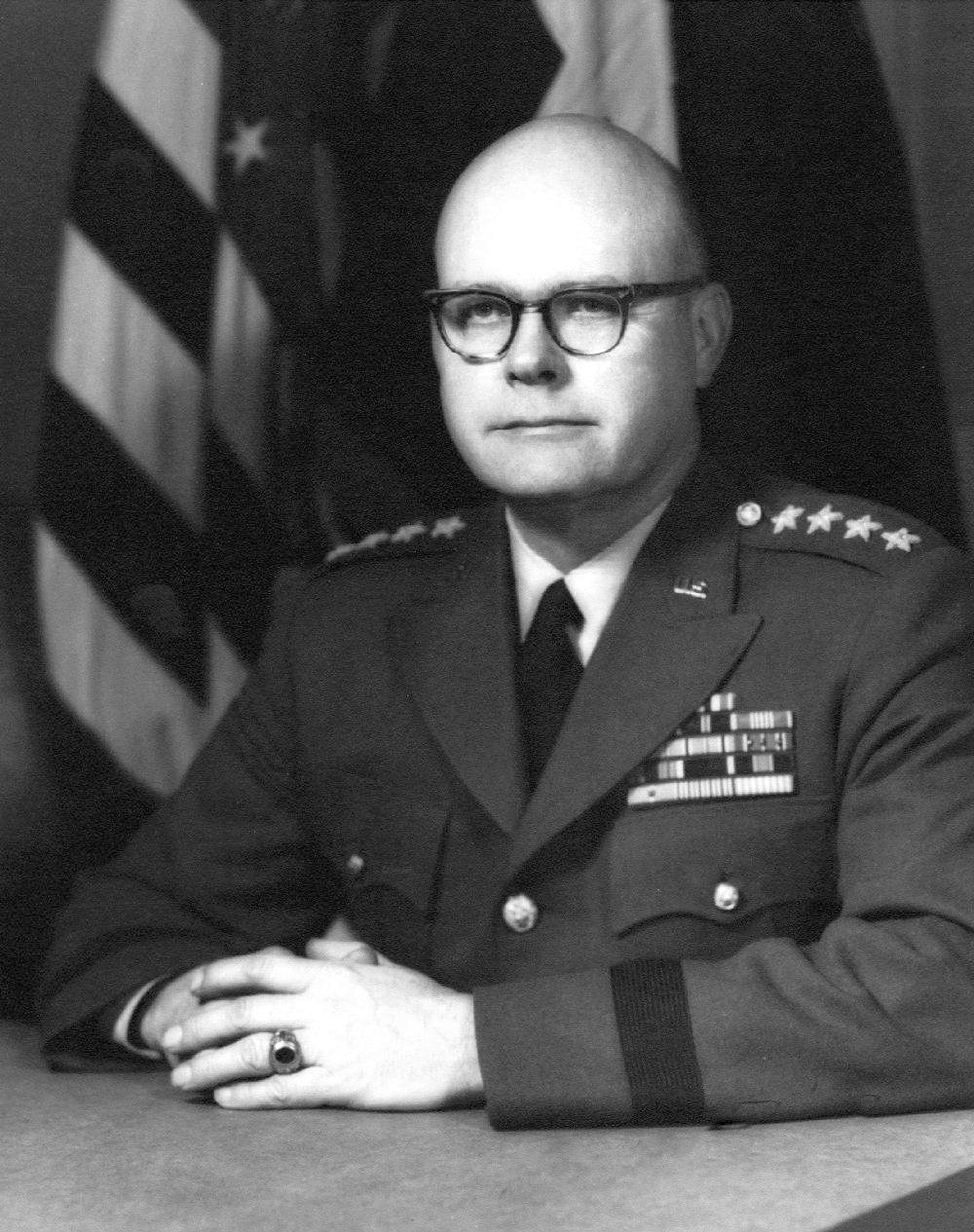
General Barksdale Hamlett

Barksdale Hamlett, Jr. (* 30. Dezember 1908 in Hopkinsville, Christian County, Kentucky; † 26. August 1979 in Washington, D.C.) war ein US-amerikanischer General der US Army, der unter anderem von 1957 bis 1959 während der Berlin-Krise Kommandant des Amerikanischen Sektors von Berlin sowie zwischen 1962 und 1964 Vize-Chef des Generalstabes des Heeres (Vice Chief of Staff of the Army) war.

## Leben

### Militärische Ausbildung und Zeit bis zum Zweiten Weltkrieg
Hamlett, Sohn von Barksdale Hamlett und dessen Ehefrau Daisy Crume Hamlett, erhielt nach Abschluss der Adair County High School in Columbia 1925 eine Zusage zum Besuch der US Naval Academy in Annapolis, begann dann aber 1926 seine Offiziersausbildung an der US Military Academy in West Point, die er im 1930 abschloss. Zugleich wurde er zum Leutnant (Second Lieutenant) befördert und zur Feldartillerie versetzt. Zunächst versah er Dienst in der C-Batterie des zur 2. Infanteriedivision gehörenden 12. Feldartillerieregiments im Fort Sam Houston und danach als Fahrzeugoffizier sowie stellvertretender Batteriechef des zur Hawaii-Division gehörenden 11. Feldartillerieregiments in den Schofield Barracks. 1932 wurde er zum 18. Feldartillerieregiment nach Fort Sill versetzt und war dort zuerst Assistierender Fernmeldeoffizier, ehe er 1933 einen Lehrgang sowie einen Speziallehrgang für Fahrzeugoffiziere an der dortigen US Army Field Artillery School besuchte. Im Anschluss war er im Fort Sam Houston von 1936 bis 1939 nacheinander Fahrzeugoffizier und dann Adjutant des 15. Feldartillerieregiments sowie zuletzt Aide-de-camp von Brigadegeneral Lesley J. McNair.
1939 wurde Hamlett zum 1. Ballongeschwader des US Army Air Corps auf dem zu Fort Sill gehörenden Militärflughafen Henry Post Army Airfield abkommandiert, und absolvierte dort verschiedene Ballonfahrerlehrgänge. Danach war er Schießausbilder an der dortigen US Army Field Artillery School und wurde 1940 zum Hauptmann (Captain) befördert, nachdem eine derartige Beförderung aufgrund einer neuen Gesetzgebung nach mindestens zehnjähriger Dienstzeit zwingend vorgesehen war.

### Zweiter Weltkrieg
Nach dem Angriff auf Pearl Harbor und dem damit verbundenen Eintritt der USA in den Zweiten Weltkrieg am 8. Dezember 1941 wurde Hamlett Artillerieoffizier im II. US-Korps. 1942 nahm er als Offizier der 1. Infanteriedivision im Rahmen der Alliierten Invasion in Nordafrika an der Landung von Béthioua bei Oran teil. Für seine dortigen Verdienste wurde ihm am 9. Juli 1943 der Silver Star verliehen. 1943 kehrte er auf Anforderung des nunmehrigen Befehlshaber der Bodentruppen (US Army Ground Forces), Generalleutnant McNair, in die USA zurück und war dort verantwortlich für die Ausbildung der in den USA stationierten Divisionen, Korps und Armeen zur Vorbereitung auf eine Verlegung ins Ausland. Im Anschluss wurde er ins Hauptquartier der US Army Ground Forces nach Washington, D.C. versetzt, um dort aufgrund seiner Beobachtungen in Nordafrika ein Handbuch über die Grundsätze für Korpsartillerieeinheiten zu verfassen. Zuletzt war er nach der tödlichen Verwundung von General McNair am 25. Juli 1944 bei Saint-Lô bis September 1944 Assistierender Generalstabsoffizier (G 3) der US Army Ground Forces.
Im Anschluss wechselte Hamlett im September 1944 als Kommandeur der Artillerieeinheiten zu der von Generalmajor John L. Pierce kommandierten 16. Panzerdivision (16th Armored Division) und erhielt als solcher den Brevet-Rang eines Obersts. Mit dieser Einheit nahm er an leichteren Gefechten in Deutschland und der Tschechoslowakei teil sowie später an der Befreiung von Pilsen am 6. Mai 1945 und der Belagerung von Prag teil. Nach der Verlegung der Division in die Sudeten wurde er Militärgouverneur eines Distrikts, der aus 187 Gemeinden und Dörfern bestand. Nach der bedinnd gungslosen Kapitulation der Wehrmacht am 8. Mai 1945 wurden die Artillerieeinheiten der 16. Panzerdivision zur 190. Feldartilleriegruppe (190th Field Artillery Group) zusammengelegt, um an der geplanten Operation Downfall teilzunehmen, der alliierten Invasion des Japanischen Kaiserreiches. Er war Kommandeur dieser Gruppe bis zur Kapitulation Japans am 2. September 1945.

### Nachkriegszeit und Koreakrieg

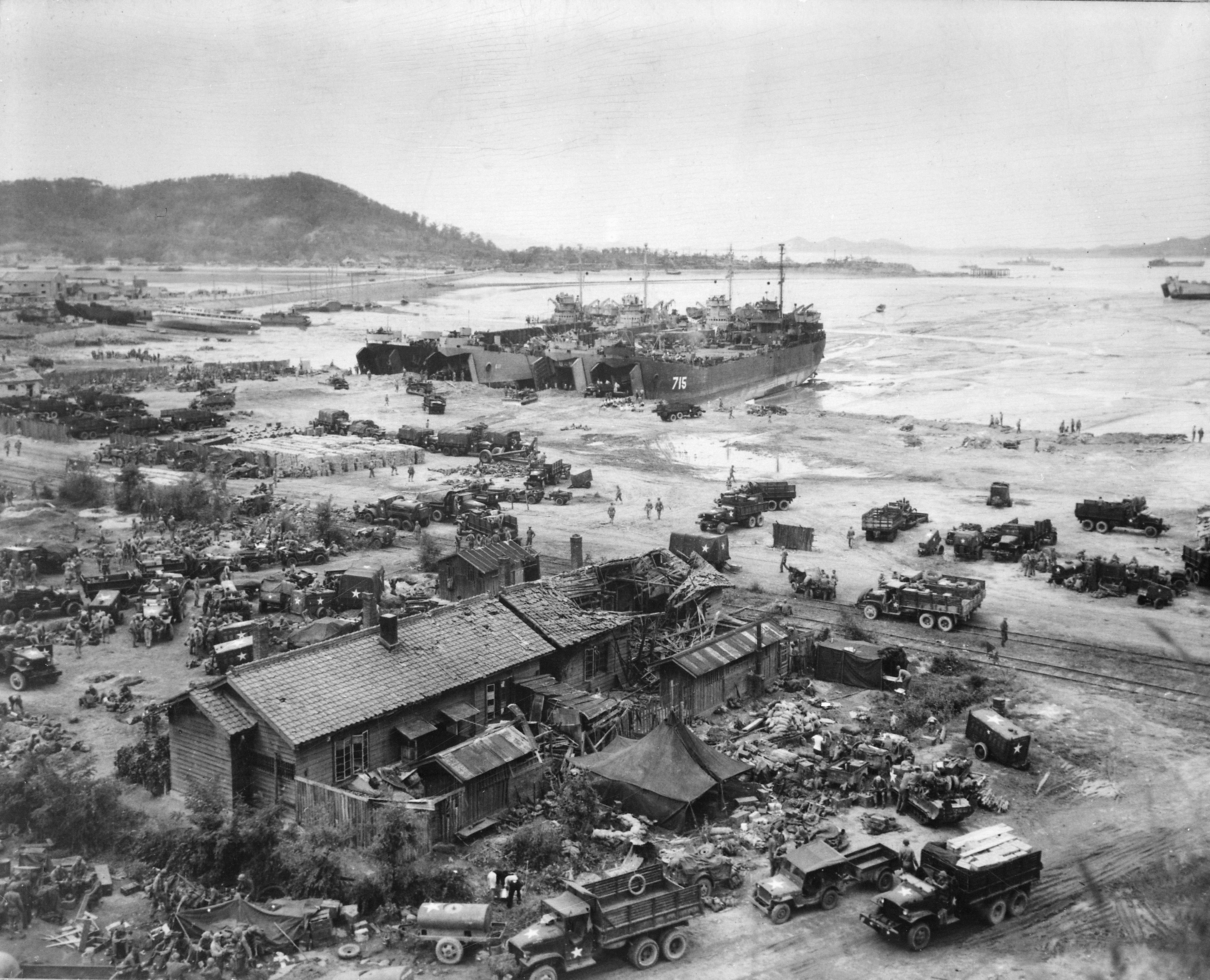
Hamlett war zu Beginn des Koreakrieges maßgeblich verantwortlich für die logistische Planung der Landung bei Incheon am 15. September 1950

Nach Ende des Zweiten Weltkrieges absolvierte Hamlett zwischen 1945 und 1946 einen Studienlehrgang an der École militaire in Paris und wurde nach seiner Rückkehr in die USA 1946 Leiter der Schießabteilung der US Army Field Artillery School in Fort Sill, ehe er zwischen 1948 und 1949 einen weiteren Lehrgang am National War College (NWC) im Fort Lesley J. McNair absolvierte. Im Dezember 1949 wurde er in das Hauptquartier des Obersten Befehlshabers der Alliierten Streitkräfte im besetzten Japan (Supreme Commander for the Allied Powers), General Douglas MacArthur, verlegt und war dort Stabsoffizier für Logistik (G 4). Für seine dortigen Leistungen wurde er mit dem Legion of Merit ausgezeichnet. Während des Koreakrieges wurde er 1951 Chef der Versorgungsabteilung und später Chef der Planungsabteilung (G 4). In dieser Funktion war er maßgeblich verantwortlich für die logistische Planung der Landung bei Incheon. Im weiteren Verlauf des Koreakrieges übernahm er im Dezember 1951 den Posten als Kommandeur der Artillerie der 24. Infanteriedivision und wurde für seine militärischen Verdienste in dieser Funktion mit einem weiteren Legion of Merit geehrt.
1952 wurde Hamlett zum Brigadegeneral (Brigadier-General) befördert und Assistent für Planungskoordinierung im Büro des stellvertretenden Chefs des Stabes des Heeres für Planung. 1955 kehrte er nach Europa zurück und wurde Kommandeur der Artillerie des in Deutschland stationierten VII. US-Korps (VII Corps), des sogenannten „The Jayhawk Corps“. Im Mai 1956 erhielt er seine Beförderung zum Generalmajor (Major-General) und übernahm den Posten als Kommandeur der in Würzburg stationierten 10. Infanteriedivision (10th Infantry Division).

### Kommandant des Amerikanischen Sektors von Berlin und Berlin-Krise 1958
Am 4. Juni 1957 löste Hamlett Generalmajor Charles L. Dasher als Kommandant des Amerikanischen Sektors von Berlin ab und verblieb in dieser Verwendung bis zum 15. Dezember 1959, woraufhin Generalmajor Ralph M. Osborne am 20. Dezember 1959 seine Nachfolge antrat.
In seine Dienstzeit fiel die Berlin-Krise, die am 27. November 1958, als die Sowjetunion unter Nikita S. Chruschtschow eine Note an die drei westlichen Besatzungsmächte Berlins, die USA, Großbritannien und Frankreich, richtete. In der Note wurde angekündigt, dass die Sowjetunion der DDR die Kontrolle über die Verbindungswege zwischen Westdeutschland und West-Berlin übertragen werde, wenn nicht innerhalb eines halben Jahres eine Vier-Mächte-Übereinkunft zustande kommen würde, mit der West-Berlin in eine Freie Stadt verwandelt würde. Diese Note verknüpfte die Berlin-, die Deutschland- und die Abrüstungsthematik. Im Oktober 1959 verkündete die Regierung der DDR ihre Absicht, an den 78 Bahnhöfen des Westsektors die Flagge der DDR zu hissen, nachdem die Eisenbahnfahrten durch die Deutsche Reichsbahn (DR) durchgeführt wurden.
Im November 1959 informierte Hamlett als Vorsitzender der westalliierten Drei-Mächte-Kommandantur für diesen Monat den Vertreter der sowjetischen Kontrollkommission in Berlin, Marschall Matwei W. Sacharow, dass im Falle des Hissens der DDR-Flagge im Westsektor die von der westdeutschen Polizei entfernt würden und für den Fall, dass diese daran gehindert würden, alliierte Truppen dieses übernehmen und die Sowjetunion für jedwede daraus resultierende Unruhe verantwortlich gemacht würden. Die Regierung der DDR widerrief ihre Pläne drei Tage später, während er von seinem Posten als Kommandant des Amerikanischen Sektors abberufen wurde.

### General undVice Chief of Staff of the Army
Nach seiner Rückkehr in die USA wurde im Januar 1960 Hamlett Assistierender Stellvertretender Chef des Stabes des Heeres für militärische Operationen (Assistant Deputy Chief of Staff of the Army for military Operations) sowie anschließend im Januar 1961 Stellvertretender Chef des Stabes des Heeres (Deputy Chief of Staff of the Army) und erhielt als solcher im März 1961 seine Beförderung zum Generalleutnant (Lieutenant-General).
Am 1. April 1962 wurde Hamlett zum General befördert und übernahm als Nachfolger von General Clyde D. Eddleman den Posten als Vize-Chef des Generalstabes des Heeres (Vice Chief of Staff of the Army). Als solcher war er Stellvertreter von General Earle Wheeler, dem Chief of Staff of the Army, und spielte während dieser Zeit zusammen mit General Curtis E. LeMay, dem Chief of Staff of the Air Force, eine maßgebliche Rolle bei der Schaffung des US-Angriffskommandos STRICOM (United States Strike Command). Zugleich spielte er eine Schlüsselrolle bei den Operationen in der Kubakrise sowie beim Beginn des Vietnamkrieges. Im März 1964 erlitt er einen schweren Herzinfarkt und schied am 3. September 1964 aus dem aktiven Militärdienst aus, woraufhin General Creighton W. Abrams neuer Vice Chief of Staff of the Army wurde. Am 24. August 1964 wurde ihm für seine Verdienste die Army Distinguished Service Medal verliehen.
Nach seinem Eintritt in den Ruhestand fungierte Hamlett zwischen 1965 und seinem Rücktritt 1972 noch als Präsident der 1819 gegründeten Norwich University – The Military College of Vermont sowie von 1974 bis 1975 als Präsident der Vereinigung pensionierter Offiziere (Retired Officers Association)
Hamlett war mit Frances Valencia Underwood Hamlett verheiratet und wurde nach seinem Tode auf dem Friedhof der US Military Academy bestattet.

## Auszeichnungen
Auswahl der Auszeichnungen, sortiert in Anlehnung der Order of Precedence of Military Awards:
- Army Distinguished Service Medal
- Silver Star
- Legion of Merit (2×)
- Bronze Star
- Army Commendation Medal
- American Defense Service Medal
- American Campaign Medal
- European-African-Middle Eastern Campaign Medal (4×)
- World War II Victory Medal
- Korean Service Medal (2×)
- Tschechoslowakisches Kriegskreuz 1939
- United Nations Korea Medal